# Desert Ecology Trail
 (août 2019).

Le Desert Ecology Trail est un sentier de randonnée américain dans le comté de Pima, en Arizona. Protégée au sein du parc national de Saguaro, cette boucle de 0,3 mille est elle-même classée National Recreation Trail depuis 1982.